# 市田村 (長野県)
市田村（いちだむら）は、長野県下伊那郡にあった村。現在の高森町の大字山吹を除く全域にあたる。

## 地理
- 山：大島山、吉田山、前高森山、本高森山
- 河川：天竜川

## 歴史
- 1846年（弘化3年） - 白河藩領となり、市田陣屋が置かれる。
- 1889年（明治22年）4月1日 - 町村制の施行により、上市田村・下市田村・吉田村・牛牧村・出原村・大島山村の区域をもって発足。
- 1957年（昭和32年）7月1日 - 山吹村と合併し高森町が発足。同日、市田村廃止。

## 交通

### 鉄道路線
- 日本国有鉄道
  - 飯田線
    - 下市田駅 - 市田駅

### 道路
- 国道153号

現在は旧村域に中央自動車道の高森バスストップが所在するが、当時は未開通。

## 出身有名人
- 清水対岳坊 - 漫画家
- 島岡吉郎 - 明治大学硬式野球部監督